# Pomerape
Pomerape é um vulcão da Cordilheira dos Andes localizado na fronteira entre Bolívia e Chile. Atinge 6282 m de altitude. Do lado boliviano pertence ao departamento de  Oruro, província de Sajama Faz parte do complexo vulcânico Payachata junto com o vulcão Parinacota a sul. Data do Pleistoceno.
A escalada ao vulcão apresenta grau de dificuldade AD, por vezes com declives superiores a 50º sobre neve e pedra solta. Pode ser fixado um campo aos 5300 metros de altitude, no ponto de sela entre o Parinacota e o Pomerape. Dependendo da estação do ano, a principal dificuldade podem ser os penitentes (afiadas agulhas de gelo) que tornam a subida difícil ou mesmo impossível.